# Рингель, Карл
Карл Рингель (нем. Karl Ringel; 30 сентября 1932, Фюрт, Бавария — 4 мая 2024, Нойнкирхен, Саар) — немецкий футболист, нападающий. Выступал за сборные Саара и ФРГ.

## Биография

### Клубная карьера
Начинал играть в футбол в командах «Фюрт» и «Фридрихсхафен». В 1953 году подписал контракт с клубом «Боруссия» (Нойнкирхен), в котором выступал более 10 лет.

### Карьера в сборной
Дебютировал за сборную Саара 3 июня 1956 года в товарищеской игре со второй сборной Португалии. Три дня спустя вновь вышел на поле в товарищеском матче со сборной Нидерландов, в котором отметился забитым голом на 86-й минуте, установив окончательный счёт — 3:2 в пользу Нидерландов. Этот матч стал последним в истории сборной Саара, а Карл Рингель таким образом стал последним автором гола с составе сборной.
Согласно люксембургскому договору 1956 года и результатам референдума 23 октября 1955 Саар вошёл в состав ФРГ. 28 декабря 1958 года Рингель сыграл свой единственный матч за сборную ФРГ, появившись на поле в товарищеском матче со сборной Египта, в котором заменил на 62-й минуте Ульриха Бизингера.
Умер в начале мая 2024 года в возрасте 91 года в Нойнкирхене.